# Stenopogon latipennis
Stenopogon latipennis är en tvåvingeart som beskrevs av Friedrich Hermann Loew 1866. Stenopogon latipennis ingår i släktet Stenopogon och familjen rovflugor. Inga underarter finns listade i Catalogue of Life.